# Visa pour l'avenir
 (septembre 2022).
La mise en forme du texte ne suit pas les recommandations de Wikipédia : il faut le « wikifier ».
Les points d'amélioration suivants sont les cas les plus fréquents :
- Les titres sont pré-formatés par le logiciel. Ils ne sont ni en capitales, ni en gras.
- Le texte ne doit pas être écrit en capitales (les noms de famille non plus), ni en gras, ni en italique, ni en « petit »…
- Le gras n'est utilisé que pour surligner le titre de l'article dans l'introduction, une seule fois.
- L'italique est rarement utilisé : mots en langue étrangère, titres d'œuvres, noms de bateaux, etc.
- Les citations ne sont pas en italique mais en corps de texte normal. Elles sont entourées par des guillemets français : « et ».
- Les listes à puces sont à éviter, des paragraphes rédigés étant largement préférés. Les tableaux sont à réserver à la présentation de données structurées (résultats, etc.).
- Les appels de note de bas de page (petits chiffres en exposant, introduits par l'outil «  Source ») sont à placer entre la fin de phrase et le point final[comme ça].
- Les liens internes (vers d'autres articles de Wikipédia) sont à choisir avec parcimonie. Créez des liens vers des articles approfondissant le sujet. Les termes génériques sans rapport avec le sujet sont à éviter, ainsi que les répétitions de liens vers un même terme.
- Les liens externes sont à placer uniquement dans une section « Liens externes », à la fin de l'article. Ces liens sont à choisir avec parcimonie suivant les règles définies. Si un lien sert de source à l'article, son insertion dans le texte est à faire par les notes de bas de page.
- La présentation des références doit suivre les conventions bibliographiques. Il est recommandé d'utiliser les modèles {{Ouvrage}}, {{Chapitre}}, {{Article}}, {{Lien web}} et/ou {{Bibliographie}}. Le mode d'édition visuel peut mettre en forme automatiquement les références.
- Insérer une infobox (cadre d'informations à droite) n'est pas obligatoire pour parachever la mise en page.

Pour une aide détaillée, merci de consulter Aide:Wikification.
Si vous pensez que ces points ont été résolus, vous pouvez retirer ce bandeau et améliorer la mise en forme d'un autre article.
Ne doit pas être confondu avec Visa pour l'image.
Visa pour l'avenir est une émission de télévision documentaire française, diffusée du 28 décembre 1962 au 20 février 1967 sur la première chaîne de l'ORTF et présentée par Monique Tosello.

## Épisodes
- 1er janvier 1962 : L'insomnie
- 18 mai 1962 : Itw Prof Henri Dessens, Météotron, inspiré des africains
- 28 décembre 1962 : Max Ferdinand Perutz, prix Nobel de chimie, à propos des virus
- 31 mai 1963 : Nicolas Skrotzky : importance de la glaciologie
- 28 juin 1963 : Louis Leprince-Ringuet sur l'antimatière (Michel Langevin)
- 30 juillet 1963 : Paris : qualité de l'eau
- 23 août 1963 : Le prince Rainier III : la pollution de la méditerranée
- 24 octobre 1963 : Brasilia trois ans après son inauguration
- 25 juin 1964 : Le RNA messager
- 24 juillet 1964 : Konrad Lorenz sur l'éthologie (Konrad Lorenz, Ivan Petrovitch Pavlov)
- 22 octobre 1964 : L'usine marémotrice de la Rance
- 29 avril 1965 : L'alchimie moderne
- 28 octobre 1965 : Cours du professeur Melvin Calvin
- 9 décembre 1965 : Jacques Monod sur la biologie
- 24 février 1966 : Un ingénieur explique et fait une démonstration de l'utilité d'un ordinateur
- 20 octobre 1966 : La conquête spatiale en Union Soviétique
- 20 février 1967 : La dernière frontière